# Ministrant

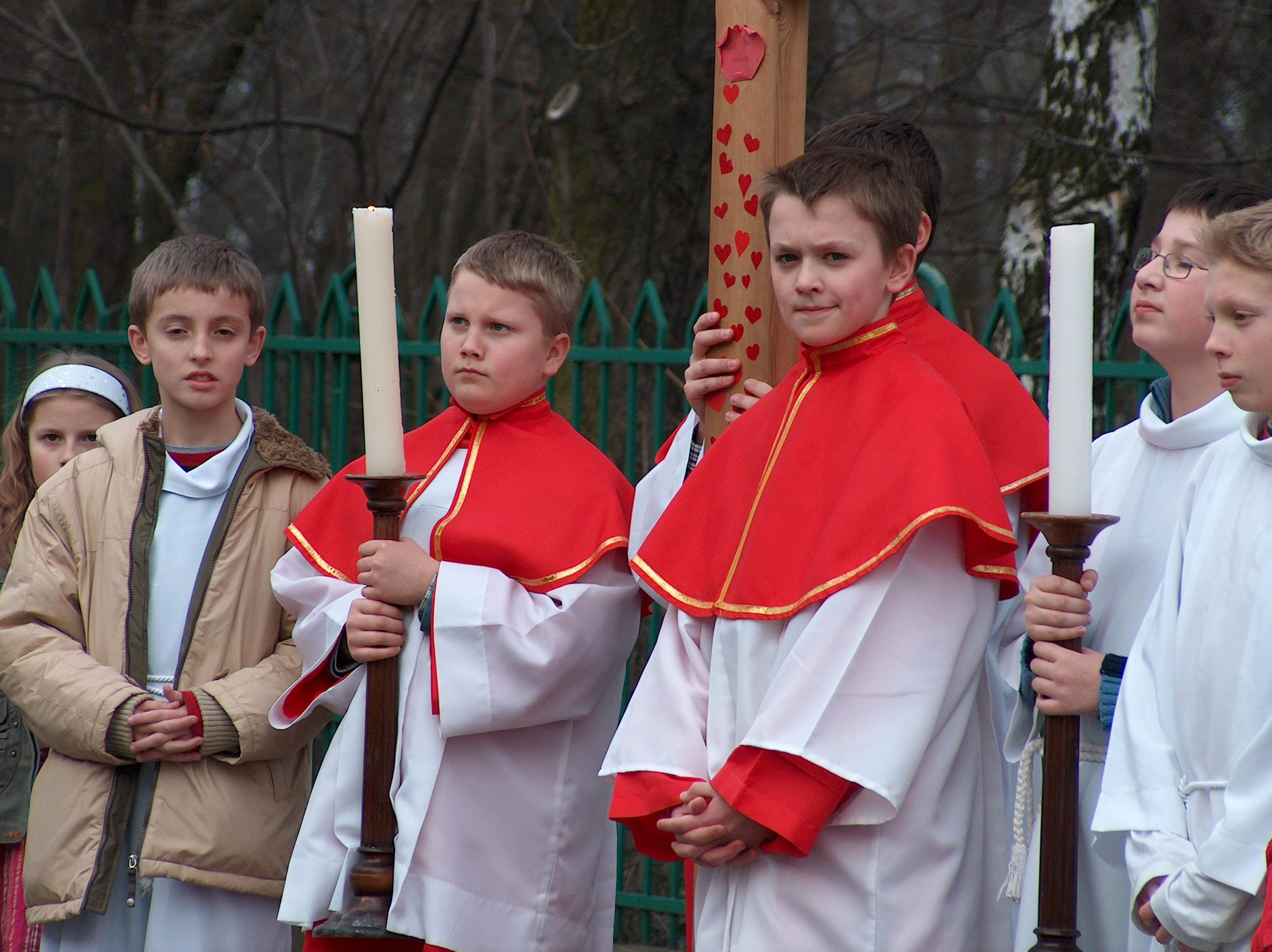
Ministranci ubrani w komże i pelerynki w kolorze liturgicznym

Ministrant (łac. ministrare – służyć, posługiwać, pomagać) – w katolicyzmie: osoba posługująca w liturgii, najczęściej w czasie sprawowania Eucharystii, a także nabożeństw poza Mszą świętą. Nazwa obejmuje także konkretną funkcję wykonywaną podczas liturgii (np. ministrant ołtarza, ministrant księgi, ministrant światła) przez dorosłych, młodzież i dzieci. Zaleca się, by ministranci byli objęci odpowiednią formacją, zgodnie z Dyrektorium Duszpasterstwa Służby Liturgicznej, i otrzymali błogosławieństwo do pełnienia swojej funkcji, zgodnie z księgą Obrzędy błogosławieństw służby liturgicznej.

## Strój liturgiczny

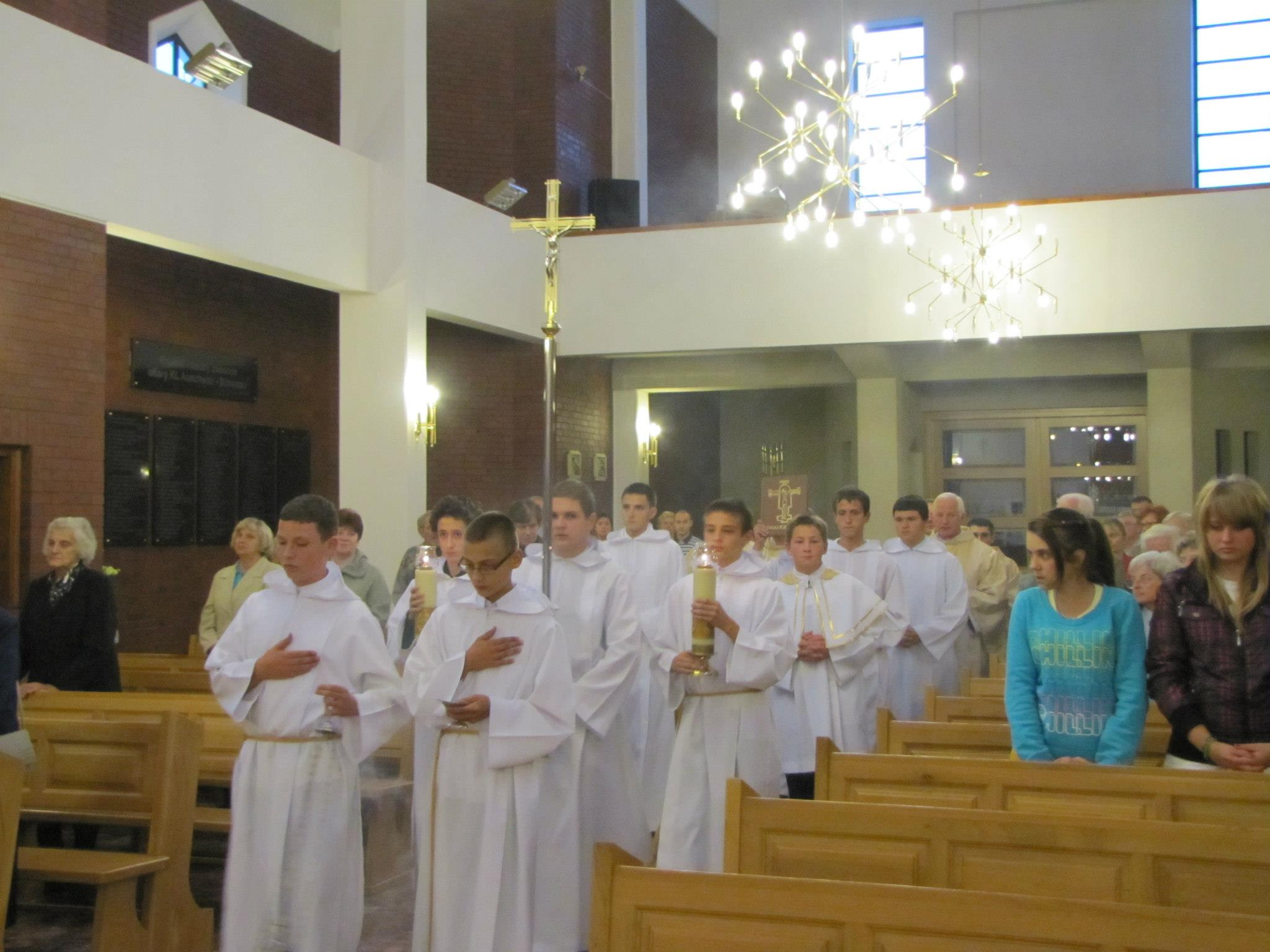
Lektorzy w albach przepasanych cingulum

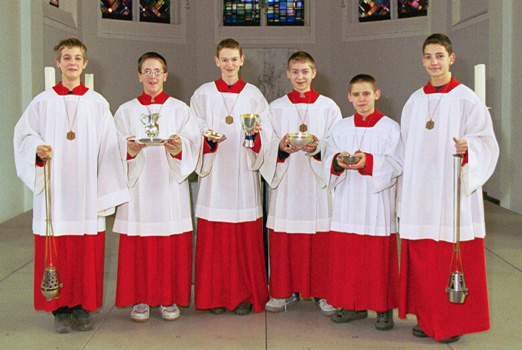
Ministranci ubrani w sutanele

Każda diecezja, a nawet parafia, ma własne zasady dotyczące ubioru członków Liturgicznej Służby Ołtarza.
Ogólne wprowadzenie do Mszału Rzymskiego reguluje kwestię strojów liturgicznych w sposób następujący:

336. Szatą liturgiczną wspólną dla wszystkich szafarzy wyświęconych i ustanowionych jakiegokolwiek stopnia jest alba przepasana na biodrach paskiem (cingulum), chyba że jest uszyta w taki sposób, że przylega do ciała bez paska. Jeżeli alba nie osłania dokładnie zwykłego stroju koło szyi, przed przywdzianiem alby należy nałożyć humerał.

(...)

339. Akolici, lektorzy oraz inni świeccy usługujący mogą ubierać się w albę albo w inną szatę prawnie zatwierdzoną dla danego kraju przez Konferencję Episkopatu.

Zwyczajowym strojem ministranta, który ma najdłuższą historię jest:
- sutanela – suknia, zakładana w pasie lub sutanna w odpowiednim kolorze liturgicznym,
- komża,
- pelerynka (kołnierz) – zakładana wokół szyi i na ramiona na komżę. Kolor pelerynki również odpowiada okresowi liturgicznemu.

Zdarza się, że w stroju pomija się sutanelę lub pelerynkę (albo i oba te elementy – wtedy ministranci służą w samych komżach). Występują też sytuacje, gdzie kołnierz i rewerenda tworzą sutanelę, czyli szatę na wzór kapłańskiej sutanny. Strój ministranta może różnić się w zależności od jego stopnia zaawansowania w służbie – zależnie od zwyczajów w danej parafii ministranci rozpoczynający służbę otrzymują z rąk księdza-opiekuna komżę, a potem pelerynkę (lub obie równocześnie). 
Niedopuszczalnym jest, aby ktokolwiek służył na Mszy Świętej w zwykłym stroju świeckim.

## Zadania ministranta
Podstawowymi funkcjami ministranckimi są:
- kandydat – przyjęto, że kandydaci do czasu przyjęcia do grona ministrantów poprzez uroczyście błogosławieństwo do pełnienia funkcji ministranta nie mogą wykonywać żadnych posług liturgicznych, możliwe są jednak wyjątki od tej reguły – Dyrektorium Duszpasterstwa Służby Liturgicznej w punkcie 61 stwierdza, że „jeśli (...) prowadzący formację uznają za słuszne, mogą te osoby dopuścić do pełnienia niektórych funkcji w czasie Mszy Świętej w ciągu tygodnia” (nie w niedziele czy uroczystości)[3]. Okres kandydatury określa proboszcz lub opiekun parafialny LSO. Powinien on być na tyle długi, aby kandydat poznał wszystkie elementy służby przy ołtarzu[4][5]. Niektóre parafie okres kandydatury dzielą na stopnie aspiranta i kandydata. W takim wypadku aspirant nie nosi stroju liturgicznego w ogóle, kandydat zaś nosi komżę (bez pelerynki i sutaneli),
- choralista – jego główną funkcją jest odpowiadanie na wezwania kapłana podczas mszy świętej (również śpiewem – stąd nazwa), w czasie sprawowania liturgii wykonuje on jednak jeszcze drugą funkcję, którą jest dawanie sygnałów dzwonkami i gongiem[6][7]. Zadania choralisty[8]:
  - dzwonienie sygnaturką na rozpoczęcie procesji wejścia,
  - dzwonienie gongiem podczas ukazania Hostii oraz kielicha z Krwią Pańską,
  - dzwonienie dzwonkami w odpowiednich momentach w czasie liturgii (nie ma ściśle określonej zasady, kiedy należy używać dzwonków, każda diecezja i parafia ma swoje tradycje oraz zwyczaje). Kiedy choralistów jest więcej, jeden z nich powinien dzwonić dzwonkami, a inny gongiem[9],
- ministrant ołtarza – jego zadaniem jest przygotowanie ołtarza i świętych naczyń. Zwykle podczas liturgii funkcję tę pełnią dwie osoby[10]. W procesji wejścia ministrant ołtarza idzie za choralistami[11]. Zadania ministranta ołtarza[12]:
  - przygotowanie naczyń liturgicznych (zarówno przed liturgią, jak i w trakcie) i troska o nie,
  - przygotowanie ołtarza do liturgii eucharystycznej: rozłożenie korporału, ustawienie kielicha i puszek (jeśli jest przewidziana procesja z darami, zadanie to należy do ceremoniarza[8]),
  - pomoc w odebraniu darów ofiarnych (jeśli jest przewidziana procesja z darami),
  - podawanie celebransowi ampułek z wodą i winem,
  - posługa przy obrzędzie lavabo,
  - posługa przy patenie podczas Komunii Świętej,
  - posługa przy puryfikacji (oczyszczeniu naczyń liturgicznych),
- ministrant krzyża (krucyferariusz) – niesie krzyż w procesji. Idzie on za ministrantami kadzidła w towarzystwie ceroferariuszy[13].  W czasie Mszy św. swoją posługę pełni jedynie w procesji wejścia i wyjścia. Może także pełnić swoją funkcję w czasie obrzędów nadzwyczajnych i innych procesji. Rodzaje krzyży procesyjnych[14]:
  - krzyż łaciński – używany jest wtedy, gdy liturgii Mszy świętej przewodniczy kapłan oraz biskup,
  - krzyż arcybiskupi (patriarchalny) – winien być używany w czasie liturgii mszy świętej pod przewodnictwem arcybiskupa, a zwłaszcza metropolity oraz kardynała, Ten rodzaj krzyża wyróżnia się występowaniem jednego długiego ramienia oraz ramienia krótszego,
  - krzyż papieski – używa się go tylko wtedy, gdy liturgii mszy świętej przewodniczy papież – obecny lub emerytowany. Ten rodzaj krzyża wyróżnia się piramidalnym układem trzech ramion,
- ministrant światła (ceroferariusz) – podczas liturgii niesie świecę lub pochodnię. Udział ceroferariuszy w mszy św.[15]:
  - podczas procesji wejścia idą za turyferariuszem i nawikulariuszem, a po obu stronach krucyferariusza,
  - w procesji z ewangeliarzem i podczas odczytywania Ewangelii (poza opisem Męki Pańskiej w Niedzielę Palmową oraz liturgią Wigilii Paschalnej w Wielką Sobotę)[16]; ustawiają się wówczas twarzami do siebie, po obu stronach ambony,
  - w procesji wyjścia prowadzą asystę razem z krucyferariuszem,
  - udział w liturgii poza mszą: w procesji teoforycznej dwóch ceroferariuszy idzie na przodzie po obu stronach krzyża, a ponadto dwóch przed kapłanem niosącym Najświętszy Sakrament[17],
- ministranci kadzidła (nawikulariusz i turyferariusz) – odpowiadają za kadzidło podczas liturgii. Turyferariusz, idący po prawej stronie, niesie trybularz, inaczej kadzielnicę, a nawikulariusz, idący po lewej stronie, nawikułę, inaczej łódkę[18]. Kadzidło podaje się w następujących momentach[19]:
  - obrzędy wstępne (okadzenie ołtarza),
  - odczytanie Ewangelii (okadzenie ewangeliarza przed jej proklamacją – wyjątek stanowi opis Męki Pańskiej w Niedzielę Palmową)[16],
  - przygotowanie darów (okadzenie darów na ołtarzu, a następnie głównego celebransa, koncelebransów i ludu),
  - przeistoczenie (okadzenie Najświętszych Postaci, gdy celebrans ukazuje je ludowi),
  - podczas wystawienia Najświętszego Sakramentu: bezpośrednio po wystawieniu, a także przed błogosławieństwem i podczas błogosławieństwa,
- ministrant księgi – odpowiedzialny za wszystkie księgi, używane podczas mszy św. i nabożeństw[6]. Do jego zadań należy[20][21]:
  - przygotowanie tekstów modlitwy powszechnej,
  - przygotowanie czytań mszalnych w lekcjonarzu,
  - przygotowanie odpowiednich tekstów w mszale,
  - podtrzymywanie mszału przed celebransem przy miejscu przewodniczenia (na obrzędy wstępne, na kolektę, na modlitwę po Komunii i na błogosławieństwo), a także usługiwanie celebransowi przy mszale położonym na ołtarzu[22],
  - podtrzymywanie wszelkich innych tekstów oraz modlitw (np. wstępu oraz zakończenia modlitwy powszechnej) przed celebransem. Wszelkie teksty podaje celebransowi, stojąc od jego zewnętrznej strony,
  - wyniesienie mszału na ołtarz w czasie przygotowania darów i zabranie go stamtąd po Komunii Świętej,
- ministrant słowa Bożego (tzw. "lektor promowany") – ministrant pełniący funkcję lektora i pobłogosławiony do jej pełnienia przez opiekuna służby liturgicznej, proboszcza lub dziekana, względnie zaproszonego biskupa[23]. Jego podstawowym strojem liturgicznym jest alba lub inny, wyróżniający strój, zgodnie ze zwyczajem miejscowym. Do zadań ministranta słowa Bożego należy odczytywanie Słowa Bożego, wezwań modlitwy powszechnej, komentarzy mszalnych, może także wykonywać psalmy responsoryjne. Jeśli nie ma diakona¸ lektor, idąc przed kapłanem, może nieść w procesji na wejście ewangeliarz[8], który następnie kładzie na ołtarzu. Jako starszy z grona ministrantów sprawuje nad nimi opiekę[5][5],
- psałterzysta – osoba, która podczas liturgii wykonuje psalm responsoryjny,
- ceremoniarz (mistrz ceremonii) – odpowiada za przygotowanie liturgii i jej poprawny przebieg. Odpowiada bezpośrednio po celebransie za poprawność liturgii. Musi posiadać dużą wiedzę dotyczącą przepisów liturgicznych. Może pełnić rolę animatora służby liturgicznej. Często jako element stroju liturgicznego nosi krzyż ceremoniarski, nakładany uroczyście przez biskupa. W procesji wejścia ceremoniarz idzie przed lub nieco za celebransem, wraz z ministrantem księgi[8]. Do jego obowiązków należy:
  - przeprowadzenie próby liturgii,
  - czuwanie nad przebiegiem liturgii,
  - dawanie znaków asyście, co należy w danym momencie zrobić,
  - podawanie celebransowi dodatkowych modlitw i tekstów niezawartych w księgach liturgicznych,
  - rozłożenie kielicha, gdy jest przewidziana procesja z darami i ministranci ołtarza wychodzą wraz z celebransem (diakonem) przed prezbiterium, by odebrać dary, przeniesione w procesji przez wiernych[8]
  - obsługa mikrofonu,
  - interweniowanie w nietypowych sytuacjach, które zakłócają normalny przebieg liturgii.

Nie zawsze liczba ministrantów obecnych podczas danej liturgii pozwala na takie przyporządkowanie obowiązków do stopni formacyjnych, jak zostało to przedstawione powyżej. W przypadku braku ministrantów o niższym stopniu, każde zadanie dla nich właściwe może zostać przejęte przez lektora bądź ceremoniarza. W przypadku braku ministrantów o wyższym stopniu, funkcje im należne często przejmowane są przez kościelnego, diakona, koncelebransów lub w ostateczności przez samego głównego celebransa. Poważnym nadużyciem liturgicznym jest odprawianie mszy świętej z udziałem ludu, do której nie służy ani jeden ministrant, o czym w praktyce bardzo często się zapomina. W przypadku mszy z udziałem ludu, jeden ministrant to bezwzględne minimum. Nawet zaś we mszy bez udziału ludu jest on, co do zasady, konieczny. Taka msza, dawniej zwana mszą bez ludu, nazywana jest obecnie mszą w której obok kapłana uczestniczy tylko jeden usługujący; on też wykonuje funkcje ludu. Zgodnie z przepisami zawartymi w Ogólnym wprowadzeniu do Mszału Rzymskiego:

115. Określenie „Msza święta z ludem” oznacza taką Mszę, w której uczestniczą wierni. Zwłaszcza w niedziele i święta obowiązujące należy ją sprawować w miarę możliwości ze śpiewem i z odpowiednią liczbą usługujących. Można ją jednak sprawować także bez śpiewu i z jednym ministrantem. (...)
254. Mszę bez usługującego lub bez obecności przynajmniej jednego wiernego można celebrować tylko ze słusznej i rozumnej przyczyny. Opuszcza się wówczas pozdrowienia, zachęty oraz błogosławieństwo na zakończenie Mszy.

## Biblijne pierwowzory ministrantów
Działalność Służby Liturgicznej ma swoje głębokie zakorzenienie w kulcie judaistycznym oraz wykształtowanej przez lata Tradycji Kościoła. Już religia żydowska ukształtowała podstawy posługi, ministranci bowiem, nie używając dzisiejszej nazwy, funkcjonowali już w czasach starożytnego Izraela, a następnie rozwijali się wraz z Kościołem, razem z tworzeniem pierwszych gmin chrześcijańskich i ewoluowaniem wspólnot wierzących, ich posługa zyskiwała nowego znaczenia i rozszerzała swój zakres, aż do współczesnych czasów, kiedy posługujący w liturgii mają własne, zorganizowane zgodnie z hierarchią struktury.

### Biblijny pierwowzór ministranta w Starym Testamencie
Niektóre interpretacje wskazują, że pierwszych posługujących należy szukać już w starotestamentalnym Narodzie Wybranym. Mężczyźni z pokolenia Lewiego pomagali kapłanom pochodzącym z domu Aarona w składaniu ofiar w świątyni, zostali oni przeznaczeni przez Boga do pomocy w wypełnianiu posługi kapłańskiej, troski o przybytek – Namiot Spotkania. Lewici mieli otaczać opieką nie tylko miejsce święte, ale także samych kapłanów, bowiem tylko oni zostali dopuszczeni do ołtarza i sprawowania czynności ofiarnych, ówcześni posługujący wywodzący się z domu Lewiego nie mogli zbliżać się do ołtarza, ani posługiwać się sprzętami świętymi (por. Lb 18, 2-6). Pismo Święte wskazuje także na realizowaną przez Lewitów posługę słowa; objaśniali  oni zapisy Prawa i w sposób wędrowny nauczali lud Judy (por. 2 Krn 17, 8-9). Tym samym należy uznać synów Lewiego za swoisty archetyp mężczyzn, którzy pełnili posługę, rozumianą dzisiaj jako ministrancką oraz uzupełniali ją w późniejszym okresie dziejów Izraela także poprzez głoszenie zapisów Prawa Pańskiego, a więc wykonywali służbę, którą kolejne pokolenia wierzących nazwą lektorską.
Kolejną biblijną postacią, w której można szukać pierwowzoru dzisiejszego ministranta jest prorok Samuel, żyjący w XI w. przed Chrystusem. Pochodził z miasta Rama, jego rodzicami zaś byli Anna i Elkana, wywodzący się z krainy Efraima. W przypadku Samuela należy zwrócić uwagę na jego nadzwyczajne powołanie do posługi, jego matka, będąc przez długi czas bezdzietną gorąco prosiła Pana, aby ulitował się nad nią i obdarzył potomkiem płci męskiej. W swoim błaganiu Anna zawarła obietnicę, iż, jeżeli dostąpi łaski, o którą prosi, odda syna na wyłączną służbę Bogu. Znamienny jest fakt, że w późniejszej rozmowie z kapłanem Helim, wyjawiła mu swoją ufną modlitwę (por. 1 Sm 1,11-20). Za istotne należy także uznać fakt, że to właśnie Samuel tak jak Jan Chrzciciel, Samson i Izaak dzięki łasce Bożej narodził się z niepłodnej kobiety, co świadczy o szczególnym wybraniu. Już od wczesnego dzieciństw mały Samuel posługiwał Panu pod okiem kapłana Helego, a śpiąc w pobliżu Arki Przymierza, która była przedmiotem czci i kultu całego ludu, miał widzenie dotyczące losów pokolenia Helego, którego synowie grzeszyli względem Pana. Tym samym posługujący w świątyni wchodzi w bezpośrednią relację z Bogiem, zostaje wywołany po imieniu, a w jego ręce zostaje powierzone przesłanie od Pana. Relacja, która została zapoczątkowana w objawieniu woli Bożej ukształtowała Samuela, który z czasem został wielkim prorokiem (1 Sm 3,1-21).
Dla dzisiejszego ministranta stanowi on wzór do naśladowania, już wobec sobie współczesnych wzbudzał szacunek i podziw, ponieważ całe jego życie poddane było Panu, a wierność Bogu i zasłuchanie w Jego słowo prowadziło go i pomagało wskazywać na dobre wybory, nawet, jeśli jego własne rozeznanie podpowiadało inaczej. W historii Samuela swoje miejsce znajduje także szczególna szata, wykonany z lnu efod, który podkreślał jego oddanie na służbę w świątyni i może w czytelny sposób nawiązywać do dzisiejszych szat liturgicznych. Pismo Święte wskazuje także na rolę prorocką, którą wykonując, wpisywał się w posługę słowa, tym samym stanowiąc wzorzec dla obecnych lektorów i orantów.

### Biblijny pierwowzór ministranta w Nowym Testamencie
Ewangelista Łukasz opisuje krótki, choć znaczący epizod, mający miejsce w synagodze w Nazarecie, gdzie Jezus odczytał profetyczny fragment z Księgi Proroka Izajasza. Po odczytaniu Pisma Chrystus zwinąwszy księgę oddał słudze i usiadł, a oczy wszystkich były w nim utkwione (por. Łk 4, 20). Ewangelista wskazuje na obecność osoby, która posługiwała na terenie synagogi, tym samym zwraca odbiorcom uwagę na fakt, iż realizowanie obowiązków sługi polegało na pomocy w głoszeniu zapisów Prawa i wykonywaniu czynności związanych z obsługą głoszących, jak i samej synagogi. Tym samym nasuwa się skojarzenie ze współczesnymi obowiązkami służby liturgicznej, ich troski o świątynię, pomoc celebransom w sprawowaniu liturgii oraz dbałość o przygotowanie ksiąg jak np. oznaczenie właściwych formularzy w mszale oraz odpowiednich czytań w lekcjonarzu i ewangeliarzu.
Wśród nowotestamentalnych tekstów budujących wzorzec dla posługi ministranta, należy wyodrębnić także fragment Ewangelii według świętego Łukasza, w którym znajduje się opis uroczystego wjazdu do Jerozolimy (por. Łk 19, 29-39). Na początku tekstu, autor natchniony opisuje w nim posłanie dwóch uczniów po osiołka, na którym Jezus miał wjechać do Jerozolimy. Tak jak św. Łukasz, także św. Marek i św. Mateusz, nie precyzują, o jakich dokładnie uczniów chodzi, zaś św. Jan pomija w swoim opisie przygotowania, skupiając się tylko na samym triumfalnym wjeździe Chrystusa (por. Mk 11, 1- 11; Mt 21, 1-11; J 12, 12-19). Ewangelista Łukasz wskazuje na precyzyjną wiedzę Jezusa i jasne wskazówki przez Niego udzielane. Wysłani przez Nauczyciela zdążają do wsi po oślę, którego nie dosiadał żaden człowiek (por. Łk 19, 30). Charakterystyczny jest fakt, że zarówno w sprawie odnalezienia osła, jak i przygotowania Paschy, łukaszowy opis podsumowuje zlecone zadania słowami poszli i znaleźli [wszystko] tak, jak im powiedział (por. Łk 19, 32). Słowa autora natchnionego świadczą o spełnionym zaufaniu, jakim uczniowie obdarzyli Jezusa, który zlecając im działanie, zawsze wspiera ich w jego realizacji. Posłani przez Pana, postępując według jego słów, są w stanie uczynić dokładnie to, co im zlecił, nie napotykając żadnych nieprzewidzianych przeszkód. Oślę, które uczniowie przyprowadzili z wioski zostało osłonięte ich płaszczami, w ten sposób stało się gotowe do przewiezienia Chrystusa.
Aby lepiej zrozumieć sens i formę przybycia Jezusa do Jerozolimy należy sięgnąć do biblijnej egzegezy; autor natchniony, zamiast użyć greckiego słowa epibaino (osiodłać), które wydaje się adekwatne do wykonywanej czynności, używa czasownika kathidzo (zasiadać). Zasiadanie to czynność związana zazwyczaj z pełnieniem funkcji honorowej, posiadaniem władzy i splendorem np. zasiadanie na tronie, które znajdujemy w Apokalipsie Świętego Jana (por. Ap 4, 10-12). Właśnie w zasiadaniu Chrystusa na oślęciu ewangelista rysuje Jego chwałę i umacnia obraz Jego potęgi pochodzącej z królewskiej i mesjańskiej godności. Działania podjęte przez uczniów umożliwiają Jezusowi odbyć uroczysty wjazd do Jerozolimy, w czasie którego oddawano mu cześć i uwielbiano Boga. Widok triumfalnego wjazdu można porównać do procesji eucharystycznej, która wpisując się w publiczny wymiar kultu Najświętszego Sakramentu, stanowi okazję do zamanifestowania swojej wiary oraz oddania należnej czci Panu Jezusowi. Chrystus znajdując się w jej środku, zasiadając na tronie w monstrancji, stanowi centrum ludzkich dążeń i realizację nadziei. W tym kontekście porównawczym ukazuje się rola jednostek, które pełniąc posługę i przygotowując liturgię ułatwiają wiernym jej właściwe przeżywanie. Posługujący uczniowie wypełniają wolę Pana, poddając się Jego wiedzy, bazują na swojej wierze oraz posłuszeństwu. Postawa dwójki posłanych jest nie tylko pierwowzorem dla ministrantów, ale także modelem, który winien być naśladowany poprzez sumienne pełnienie służby zgodnie z wolą Bożą.
Bezpośrednie nawiązanie do służby ołtarza także znajduje się w Ewangelii według św. Łukasza. We fragmencie dotyczącym przygotowania Paschy, Chrystus posyła apostołów Piotra i Jana, aby przygotowali Ostatnią Wieczerzę, podczas której został przez Niego ustanowiony sakrament Eucharystii (por. Łk 22, 7-13). Należy podkreślić, że wybrani przez Pana nie byli Jego szeregowymi uczniami, Piotr bowiem był pierwszoplanowym apostołem, wyróżniającym się spośród kolegium, Jan zaś umiłowanym uczniem, jako jedni z trzech (był z nimi także św. Jakub) uczestniczyli w przemienieniu na Górze Tabor (por. J 19, 26). Wyjątkowość wybranych przez Jezusa apostołów podkreśla rangę przygotowań sprawowanej uczty, która stała się pierwszą mszą, uzmysławia także jak wiele zależy od posługi tych, których powołał Pan. Chrystus zleca apostołom także znalezienie odpowiedniego miejsca, według udzielonych im wskazówek (por. Mk 14, 12-16; Łk 22, 7-13). Tym samym Piotr i Jan stają się odpowiedzialnymi za miejsce sprawowania pierwszej liturgii eucharystycznej. W dalszym zakresie mają zatroszczyć się o wszystko, co związane ze zbliżającą się ucztą paschalną, a więc wszelkie pokarmy objęte Prawem. Przygotowując wieczerzę, apostołowie stają się także odpowiedzialni za chleb oraz wino, a więc zapewniają materię sakramentu, niezbędną do konsekracji. Biblijny fragment może stanowić odniesienie służby ołtarza do powołanych przez Chrystusa, który obdarzając ich swoim zaufaniem, na ich barki złożył odpowiedzialność za celebrację, w której weźmie udział cała wspólnota.
Ewangeliczni protoplaści ministrantów są więc powodem do dumy, ale przede wszystkim zobowiązaniem dla posługujących w liturgii, bowiem świadomość, że niegdyś za przygotowanie mszy świętej i dary ofiarne odpowiadali wybitni członkowie kolegium apostolskiego winna budzić postanowienie gorliwej i wytrwałej służby. Tym samym winna także wzrastać wiara ministrantów w realną, tj. prawdziwą, rzeczywistą i substancjalną obecność Chrystusa w Eucharystii, gdy podczas usługiwania kapłanowi w czasie liturgii, wykonują zadania zbliżone do tych, które spełniali przed wiekami święci apostołowie.
Powszechnie uznanym pierwowzorem chrześcijańskiego ministranta, który występuje na kartach Nowego Testamentu jest chłopiec z Ewangelii według św. Jana. We fragmencie o rozmnożeniu chleba wielki tłum, wśród którego znajdowało się około pięciu tysięcy mężczyzn, którzy podążali za Jezusem z uwagi na publicznie czynione przez Niego znaki, znalazł się w okolicy Jeziora Galilejskiego (por. J 6, 1-13). Wśród apostołów pojawił się problem wykarmienia tak wielkiej rzeszy ludzi. Apostoł Andrzej zwrócił uwagę Chrystusa na chłopca, który szedł wraz z nimi, mając ze sobą pięć chlebów oraz dwie ryby. Jezus wziął chleby i odmówiwszy dziękczynienie, rozdał siedzącym, podobnie uczynił i z rybami, rozdając tyle, ile kto chciał (por. J 6, 11). Obfitość cudownego rozmnożenia podkreślił Ewangelista, umieszczając na końcu informację o znacznej liczbie zebranych koszów z ułomkami. W ewangelicznym opisie rozmnożenia istotny jest kontekst wydarzenia. Chrystus objawia swą boską moc wobec całe tłumu i to właśnie w obecności zgromadzonych dokonuje się złożenie darów ofiarnych. Przekazanie przez chłopca chlebów i ryb należy odczytywać, jako pierwowzór dzisiejszej procesji z darami, w której lud, bądź reprezentujący go posługujący składają na ołtarzu, bądź na ręce kapłana materię niezbędną do sprawowania Eucharystii, dary wspólnoty dla świątyni, a także dary, które można podzielić na wszystkich obecnych. Chłopiec zawierzył Chrystusowi i Jego apostołom bezgranicznie, oddając im cały pokarm, który posiadał, niczego sobie nie zostawiając, okazał więc zaufanie w boską moc Pana. Jezus przyjmując pożywienie od chłopca uświęcił jego posługę. W tym aspekcie widzimy, że gdyby nie ów chłopiec, Chrystus nie otrzymałby tak szybko materii do dokonania cudu, poprzez który objawił swoją boską moc. Biblijna scena wskazuje na konieczność stałego trwania w zaufaniu wobec Boga, gotowości do służby i czynnego uczestniczenia w sprawowaniu świętych obrzędów, świadczy także o tym, że ministranci są potrzebni, a ich posługa bardzo pożądana. Tym samym ukazuje się istota służby ministranckiej, która umożliwia wykonanie przez kapłana świętych czynności. Tak odczytywana rola posługującego wskazuje na udział w królewskiej funkcji kapłaństwa Chrystusowego. Pożywienie, które przyniósł chłopiec stało się znakiem wobec całego ludu, świadczyło o autentycznej nauce Jezusa, objawiając jego troskę o zgromadzonych wokół niego, gdyż nawet z lichej w skali potrzeb ofiary chłopca, Pan nasycił cały tłum.

## Dziewczęta przy ołtarzu
Zgodnie z rozstrzygnięciem Kongregacji ds. Kultu Bożego i Dyscypliny Sakramentów z 1994 roku, dopuszczenie kobiet i dziewcząt do służby ołtarza należy do kompetencji miejscowego biskupa. Jednakże, z uwagi na to, że 11 stycznia 2021 roku papież Franciszek zezwolił na formację kobiet do posług lektoratu i akolitatu, spodziewać się można rozluźnienia dyscypliny także w kwestii ministrantek, ponieważ ministrant wykonuje de facto funkcje właściwe akolicie i lektorowi, niejako w ich zastępstwie.

## Patroniministrantów
- św. Alojzy Gonzaga SJ
- św. Dominik Savio
- św. Jan Berchmans SJ
- św. Stanisław Kostka SJ
- św. Tarsycjusz